# BadVista

Logo

BadVista è una campagna della Free Software Foundation per opporsi all'adozione di Microsoft Windows Vista e promuovere le alternative del software libero. Esso nasce dalla campagna Defective by Design contro le tecnologie DRM, e incoraggia i media ad interessarsi del software libero.

## Storia

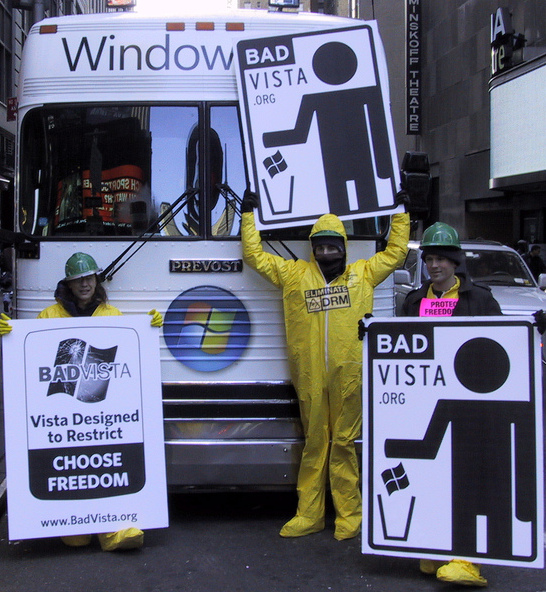
Attivisti della campagna BadVista che manifestano a Manhattan

La campagna è iniziata il 15 dicembre 2006 con l'obiettivo di mostrare la negatività di utilizzare Microsoft Windows Vista come sistema operativo per i computer, stigmatizzando in particolare gli obiettivi di Microsoft circa il DRM schemes, fornendo allo stesso tempo un'uscita user-friendly da questo sistema attraverso delle alternative fornite dal software libero. Ricevette l'attenzione di diversi siti che si interessano di tecnologia.
Gli attivisti di BadVista si sono riuniti con i membri del Defective by Design ad un lunch party (festa per il lancio) di Vista il 30 gennaio 2007 a Times Square. Gli attivisti hanno tenuto i loro cartelli spiegando che le restrizioni di Vista finiranno per colpire anche gli stessi utilizzatori di computer.